# Переселение остзейских крестьян
Переселение остзейских крестьян — добровольная миграция части населения Остзейского края в глубинные регионы России с целью освоения новых земель, инспирированная отменой крепостного права в Эстляндской, Курляндской и Лифляндской губерниях и в Латгалии, ростом населения в этих регионах и недостатком средств для выкупа земли у помещиков.

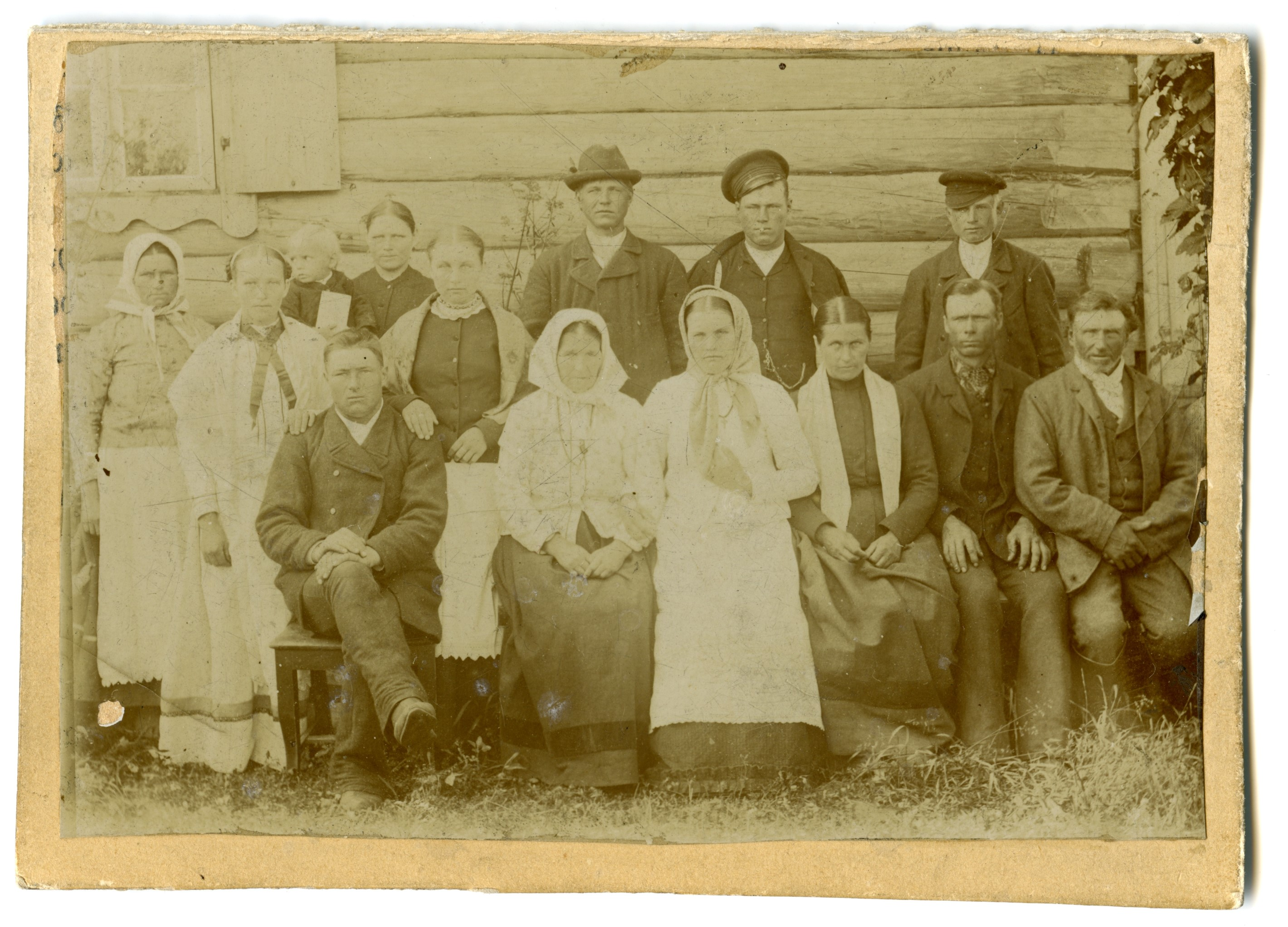
Переселенцы из Двинского уезда в Сибири

## Предпосылки
В 1816 году было отменено крепостное право в Эстляндской губернии, в 1817 году  — в Курляндской губернии, в 1819 году — в Лифляндской губернии, в 1861 году — в Латгалии. Крестьяне стали лично свободными людьми, но земля осталась у помещика вместе со строениями. Крестьянин мог использовать землю на основе договора аренды, причём минимальный срок аренды не оговаривался законом, что давало помещикам преимущества диктовать свою волю. Крестьяне также были лишены части своего движимого имущества, поскольку было определено, что минимум, необходимый для выполнения барщины (инструменты, телеги и т. д.), является неотъемлемой частью строения. С личным освобождением было введено так называемое время барщины, которую все крестьяне обязаны были отрабатывать на помещичьей земле взамен на право пользования предоставленных им наделов. Такая ситуация продолжалась до 1867 года в Курляндии и до 1868 года в Лифляндии: с этого времени крестьян обязали платить за аренду домов деньгами, но не отрабатывать время на помещичьих полях.
Согласно § 6 «Учреждения о Курляндских крестьянах» им давалось право «приобретать недвижимое имение в собственность согласно положению о крестьянах», однако § 4 «Положения для непременного состояния крестьян Курляндской губернии» давал крестьянину право собственности на землю только в пределах, дозволенных земскими узаконениями неприродным жителям края. По «Положению о Лифляндских крестьянах» (§ 54) тем давалось право приобретать в собственность недвижимое имение, кроме дворянского поместья.
Право купить землю для крестьян было эфемерным, несмотря на то, что император Николай I учредил Крестьянский банк, которому поручалось выдавать ссуды на эти цели. Лифляндский жандармский штаб-офицер фон Гильдебрант рапортовал шефу жандармов Орлову: «Что же касается до новой системы, основанной на учреждении крестьянского банка, предоставляющей крестьянину возможность приобретать в собственность землю, то система эта, как я уже неоднократно писал, никуда не годится, и нынешняя, подобно бывшим в 1841 и 1842 г. попытки крестьян переселиться в тёплый край, вполне подтверждают мнение мое».
Не решив проблему малоземелья крестьян и освободив их без земли, государство проведённой реформой побудило стремление переселиться в другие губернии с целью получения земли. Многие остзейские крестьяне решили поменять вероисповедание в надежде, что «русский православный царь не оставит их в беде». Как отмечал в своих записках, относящихся к 1840 г., И. В. Васильчиков, причины тому могли быть двоякого рода. Это могло происходить по убеждению, а могло в связи с надеждой на приобретение поземельной собственности и на перемены в гражданских правах. «Очевидно, что крестьяне, недовольные своим гражданским положением, надеются на улучшение оного по принятию православия», что они «льстят надеждою получить земли в собственность, как награды, будто бы обещанной за переход в православие», в связи с чем правительству следует опасаться такого перехода в православную веру крестьян остзейских губерний, так как последствием этого могут быть «кровавые беспорядки вследствие обманутой надежды».

## Практические действия

### Начало лютеранской колонизации
Переселение малоземельных и безземельных крестьян в глубинные районы империи началось с начала XIX века. Так, в Пановской волости Тюкалинского уезда Тобольской губернии в 1803-5 гг. помещичьими финскими крестьянами была основана деревня Рыжково. Они добровольно переехали в Сибирь из-за разногласий со своим помещиком, с соизволения императора Александра I. Впоследствии к ним присоединились латыши, уже ссыльные, наказанные за участие в Каугурском восстании. Существует версия, что и те и другие переселенцы были ссыльными, однако они основали первое лютеранское поселение в Тобольской губернии, которое послужило базой для последующих переселенцев из Остзейского края, с кирхой и школой.
Д. Киселёв в записке 1833 г. «О неотъемлемости от лифляндских крестьян их участков земли» указал на многочисленные жалобы крестьян по причине «стеснения» из-за предоставленного помещикам права распоряжаться крестьянскими землями по своему усмотрению. Это обусловило массовое желание крестьян переселиться в другие губернии, так как они не могли обеспечить себя всем необходимым на родине.
Гражданские власти начали получать соответствующие прошения. Крестьянин Я. Майблюм в жалобе на имя императора, с просьбой помочь в переселении в Самарскую и Саратовскую губернии, указывал, что когда он отправлялся для осмотра земли, его просили узнать: действительно ли отдается земля, хороша ли она, и если ее много, чтобы он в этом случае выбрал всего на сто пятьдесят человек.

### Православие и земля
Полковник фон Гильдебрант 13 апреля 1853 г. сообщил шефу жандармов графу Орлову, что 28 марта 1853 г. в канцелярию генерал-губернатора в Риге явились 35 крестьян, просивших записать их в качестве желающих переселиться в тёплые края России, так как слышали, что правительство отводит там для крестьян земли и оплачивает их путевые издержки. Также выяснилось, что такое же намерение имеют крестьянский судья, два хозяина и два работника.
Самарская палата государственных имуществ в конце 50-х гг. XIX в.подтвердила прибытие четырёх семей в количестве 21 чел. из Лифляндской губернии, которые пояснили, что к подобному переезду готовы еще до 200 семейств «в надежде получить при водворении льготы и пособия».

### Вторая промышленная революция и земельный вопрос
В период бурного развития капитализма в остзейских губерниях (1880—1895) усугубилось социальное расслоение латышского и эстонского крестьянства, которое стремительно «обатрачивалось». Так, в Эстляндии к батракам принадлежало 60-66 % крестьянства, они составляли 72,5 % населения, а зажиточному крестьянству (15,4 % населения) принадлежало 70 % земли. Оплата труда батраков была очень низкой: мужчина в Феллинском уезде Эстляндской губернии получал 65 - 90 рублей в год, женщина — 35 - 50 рублей. Положение в других уездах было аналогичным. С такими средствами невозможно было собрать силы на переселение.
Часть свободных рабочих рук поглощала растущая промышленность, поэтому в 1880-е годы основную массу переселенцев составили жители Латгалии (Двинский, Режицкий и Люцинский уезды Витебской губернии), где отмена крепостного права произошла в 1861 году, а положение сельского населения было ещё тяжелее, чем в Остзейском крае. Большинство жило впроголодь: хлеба хватало только до Рождества. Поэтому они готовы были за бесценок продать своё имущество (10, 20 и 30 рублей) или даже бросить его, отправляясь на новое место жительства.
Часть переселенцев находила работу на строительстве Транссибирской магистрали, открытой для передвижения в 1894 г.
Массированное переселение остзейских крестьян обеспокоило помещиков, лишавшихся рабочей силы. По их настоянию лифляндский губернатор 4 февраля 1897 г. в Риге выпустил циркуляр, в котором до сведения населения был доведён приказ министра внутренних дел принимать самые строгие меры по отношению к самовольным переселенцам и не давать им земли в Сибири, под предлогом истощением ресурса свободных земель. Это вынудило некоторых беглецов, не получивших работы и средств к существованию на новом месте, вернуться на родину.

## Социальный портрет переселенцев
По инициативе тобольского губернатора Л. М. Князева во второй половине 1897 года было проведено исследование быта переселенцев из Полтавской, Черниговской, Харьковской, Ковенской, Гродненской, Витебской, Смоленской, Воронежской, Курской, Орловской и Пензенской губерний, водворенных в Тобольской губернии, выполненное старшим чиновником особых поручений Н. Новомбергским в 84 населённых пунктах Ишимского и Тюкалинского округов, с целью исследовать влияние правительственных ссуд на их благоустройство в новых природных и климатических условиях. В нём отмечалось, что рост населения России превышает рост размеров крестьянской собственности: если первый с момента организации в 1882 году Крестьянского поземельного банка составлял свыше одного процента в год, то второй — лишь 0,13 %, и созданный банк не смог решить проблему финансирования покупки земли. Вследствие этого цена земли возрастает, а раздробленность земельных наделов увеличивается из-за деления имеющихся на всё большее количество душ. Обследованием было установлено, что у переселенцев в Ишимском районе на их родине было только по 2,5 десятины пахотной земли на двор, а в Тюкалинском — по две, так что собственного хлеба им хватало до Филипповского поста, редко до Пасхи. В этих условиях под запашку идут луга, уменьшается количество домашнего скота, который нечем кормить, с ним и урожайность почвы. Из-за массовой запашки также возникают засухи и уменьшается сток рек. Среди новосёлов Тобольской губернии четверть на родине не имели лошадей, треть — коров.
Не имея возможности купить землю, крестьяне брали её в аренду на кабальных условиях (например, за половину урожая, денежную оплату или обязательство отработать на арендодателя 5 дней в неделю). Число арендующих хозяйств в разных местностях составляло от 50 % до 85 % дворов. Поэтому в путь за землёй люди отправляются из нужды, а добравшись до места, вынуждены осваиваться, так как вернуться им некуда и не на что: каждая семья тратит на дорогу 50-60 рублей.

### XX век
В 1900-1904 гг. из Лифляндской губернии (Валкского, Венденского и Рижского уездов латышской части и Юрьевского и Верроского в эстонской) в Сибирь переехали 3075 человек, из Курляндской (Дундагского, Илукстского и Гробиньского уездов) - 390.
Столыпинский указ от 9 ноября 1906 года, разрешивший крестьянам выход из общины, вызвал новую волну добровольного переселения людей из западных губерний в глубину России, в том числе в Сибирь. В 1907-1909 гг. из Лифляндской губернии в Сибирь (Тобольская, Томская и Енисейская губернии) направился 5041 человек, из Курляндской - 1196.
В 1900-1909 гг. в России возникло 102 латышских колонии, из которых 39 (38,2%) было в Сибири, а самой большой стала Латышская деревня (Latviešu ciems)  в окрестностях Томска.
В первое десятилетие XX в. высшей точки достигла и миграция эстонцев, создавших в России 75 колоний, в том числе  44 (58,7%) сибирских. А. Ниголь считал, что эстонцы после революции 1905 года и карательных экспедиций окончательно потеряли надежду на обретение «земли и воли», уезжая в Вологодскую губернию и  Сибирь.

## Места расселения
В 1850—1859 гг. в России было основано 5, а в следующее десятилетие — 40 латышских колоний.
В 1860-х гг. были также основаны 25 эстонских колоний (вместе с русскими деревнями, куда вселились латыши и эстонцы). Однако А. Вассар считает, что число крестьян, фактически переселившихся в 1855—1863 гг. из Эстонии во внутренние губернии России, из-за различных трудностей составило лишь 0,3-0,8 % от численности сельского населения Эстонии.
В 1860—1870 гг. переселенцы направлялись в основном в Европейскую Россию. Одним из организаторов процесса стал лидер младолатышей К. Валдемар: при его посредничестве в 1863—1865 гг. из Курляндии в Новгородскую губернию переселилось 1542 крестьянина (51,8 % претендентов).
В этот же период отдельные латышские поселения появились в Витебской, Могилевской, Воронежской губерниях и на Кубани.

### Тобольская губерния
Тобольский губернский лютеранский пастор Ф. В. Мейер и президент Евангелическо-лютеранской консистории барон Е. Ф. Мейендорф во второй половине XIX века ходатайствовали о создании поселений для лютеранских переселенцев. 29 сентября 1859 г. Ф. В. Мейер доложил генерал-губернатору Западной Сибири Г. Х. Гасфорду, что выбрал местом для лютеранской колонии может быть Еланская волость Тюкалинского уезда на левом берегу реки Оми в 80-100 верстах к востоку от Омска, в 150—200 верстах к юго-востоку от Рыжково, с хорошими полями и густым смешанным лесом. Ф. В. Мейер предполагал заложить три деревни — эстонскую, финскую и латышскую, а возникло в 1861 г. четыре: эстонцы назвали деревню Вирукула, латыши — Рига, шведы и финны из Финляндии — Гельсингфорс, а ижорцы и финны из Ингерманландии — Нарва. К 1864 г. там уже проживали 25, 25, 44 и 18 семейств соответственно.
Переселенцы из Латгалии в 1893 г. основали деревню Латышево, в 1896 г. — Плетнёво, или Елизаветино.
В 1897 г. в Сибири уже проживало 6768 латышей и 4082 эстонца, из них в Тобольской губернии 3283 латыша (48,5% от всех сибирских) и 2047 эстонцев (50,1 %).

### Восточная Сибирь
В 1896—1900 гг. через Челябинск в Сибирь проследовало более 43 тыс. поселенцев и ходоков из Витебской губернии, преимущественно латгальцев, основавших в районах Минусинска, Красноярска, Томска, Барабинска и Ачинска немало колоний, основанных переселенцами из Латгалии. Латгальцы уходили в Сибирь не только семьями, но и целыми деревнями. Некоторые продавали усадьбу и землю по 10, 20 и 30 руб., а другие просто бросали ее.

## Итоги
С 1850 г. до начала XX в. из Остзейского края во внутренние губернии России и в Сибирь переселилось 300 тыс. чел. (15,5 % населения края). Переписью 1897 г. в этих губерниях учтено свыше 102 тыс. латышей, или 7,1 % латышского населения Российской империи и 110 тыс. эстонцев (11 % эстонского населения империи) от общего числа эстонцев). 